# James P. Pope
James Pinckney Pope, född 31 mars 1884 nära Jonesboro, Louisiana, död 23 januari 1966 i Alexandria, Virginia, var en amerikansk demokratisk politiker. Han representerade delstaten Idaho i USA:s senat 1933-1939.
Pope avlade 1909 juristexamen vid University of Chicago inledde därefter sin karriär som advokat i Boise. Han var 1916 biträdande skatteinsamlare. Han var borgmästare i Boise 1929-1933.
Pope besegrade sittande senatorn John W. Thomas i senatsvalet 1932. Pope kandiderade till omval men förlorade 1938 i demokraternas primärval mot kongressledamoten D. Worth Clark. Efter sin tid i senaten arbetade Pope som direktör vid Tennessee Valley Authority fram till 1951. Han arbetade sedan som advokat i Knoxville.
Pope var frimurare och kongregationalist. Hans grav finns på Lynnhurst Cemetery i Knoxville.